# Утки-пароходы
Утки-пароходы (лат. Tachyeres) — род водоплавающих птиц из семейства утиных. Все четыре вида встречаются в южной части Южной Америки в Чили и Аргентине, и все виды, кроме патагонской утки-парохода, не летают; даже этот единственный вид, способный летать, редко поднимается в воздух. Название рода Tachyeres, «имеющий быстрые весла» или «быстрый гребец», происходит от древнегреческого ταχυ- «быстрый» + ἐρέσσω «я гребу (как с веслами)». Общее название «утки-пароходы» возникло из-за того, что когда они быстро плавают, то хлопают крыльями в воде, а также используют свои ноги, создавая эффект, похожий на работу колесного парохода. Они могут быть агрессивными и способны отгонять хищников, таких как буревестники. В природе наблюдаются кровопролитные сражения уток-пароходов друг с другом из-за территориальных споров. Они даже убивают водоплавающих птиц, которые в несколько раз больше их.

## Таксономия
Обычно их помещают в подсемейство пеганок Tadorninae. Однако анализ последовательности мтДНК генов субъединицы 2 цитохрома b и НАДН-дегидрогеназы показывает, что Tachyeres скорее принадлежит к отдельной кладе аберрантных южноамериканских настоящих уток, которая также включает амазонского чирка (Amazonetta brasiliensis), хохлатой (Lophonetta specularioides) и бронзовокрылой уток (Speculanas specularis).

### Сохранившиеся виды
В род входит четыре вида:
| Изображение | Научное наименование    | Обычное название                      | Распространение                                                      |
| ----------- | ----------------------- | ------------------------------------- | -------------------------------------------------------------------- |
|             | Tachyeres brachypterus  | Фолклендская утка-пароход             | Фолклендские острова в южной части Атлантического океана.            |
|             | Tachyeres leucocephalus | Белоголовая фолклендская утка-пароход | Аргентина                                                            |
|             | Tachyeres patachonicus  | Патагонская утка-пароход              | южная часть Чили и Аргентина, Огненная Земля и Фолклендские острова. |
|             | Tachyeres pteneres      | Магелланова утка-пароход              | юг Чили и Тьерра-дель-Фуэго                                          |

Белоголовая фолклендская утка-пароход была описана только в 1981 году.

### Филогения
Основано на Taxonomy in Flux с веб-сайта Джона Бойда.
|  | T. pteneres (Forster 1844) (Магелланова утка-пароход) |
|  | |
|  | \| \| T. patachonicus (King 1831) (Патагонская утка-пароход) \| \| \| \| \| \| T. leucocephalus Humphrey & Thompson 1981 (Белоголовая фолклендская утка-пароход) \| \| \| \| |
|  | |
|  | T. patachonicus (King 1831) (Патагонская утка-пароход) |
|  | |
|  | T. leucocephalus Humphrey & Thompson 1981 (Белоголовая фолклендская утка-пароход)                                                                                            |
|  | |

|  | T. patachonicus (King 1831) (Патагонская утка-пароход)                            |
|  |                                                                                   |
|  | T. leucocephalus Humphrey & Thompson 1981 (Белоголовая фолклендская утка-пароход) |
|  |                                                                                   |

|  | T. pteneres (Forster 1844) (Магелланова утка-пароход) |
|  | |
|  | \| \| T. patachonicus (King 1831) (Патагонская утка-пароход) \| \| \| \| \| \| T. leucocephalus Humphrey & Thompson 1981 (Белоголовая фолклендская утка-пароход) \| \| \| \| |
|  | |
|  | T. patachonicus (King 1831) (Патагонская утка-пароход) |
|  | |
|  | T. leucocephalus Humphrey & Thompson 1981 (Белоголовая фолклендская утка-пароход)                                                                                            |
|  | |

|  | T. patachonicus (King 1831) (Патагонская утка-пароход)                            |
|  |                                                                                   |
|  | T. leucocephalus Humphrey & Thompson 1981 (Белоголовая фолклендская утка-пароход) |
|  |                                                                                   |

## Эволюция

### Неспособность к полёту
Нелетающие Tachyeres имеют парафилетическую структуру, как показано выше. Существует множество возможных объяснений этих структур. Маловероятно, чтобы неспособность к полёту развивались один раз у всех Tachyeres, а затем исчезли у T. patachonicus, поскольку нет никаких свидетельств обратного хода эволюции, а такие изменения крайне редки. Более вероятно, что неспособность к полёту развивалось независимо у каждого вида уток-пароходов. Однако был идентифицирован ген-кандидат на неспособность к полёту у уток-пароходов, и это в сочетании с дальностью полета означает, что эволюционная история группы может быть не столь ясной.
Имеются геномные свидетельства недавнего видообразования в четыре вида Tachyeres. Считается, что нелетающие Tachyeres претерпевают современный эволюционный переход к нелетающим птицам, что объясняет диапазон возможностей полета, наблюдаемый у представителей этого рода. Самые крупные самцы самого летучего вида из всего рода — патагонской утки-парохода — совершенно неспособны к полету, в то время как другие особи летают редко. Патагонская утка-пароход — единственный вид, обитающий в водоемах, не имеющих выхода к морю. Как правило, ограниченные островами / изолированные популяции птиц с большей вероятностью испытают эволюцию в сторону неспособности к полёту, что может иметь место в случае некоторых популяций Tachyeres в прибрежных регионах Южной Америки.

## Внешние ссылки
- Cunningham, Robert O. (Ноябрь 1871). On some Points in the Anatomy of the Steamer Duck (Micropterus cinereus). Transactions of the Zoological Society of London. 7 (7): 493–501. doi:10.1111/j.1096-3642.1871.tb00278.x. hdl:2027/hvd.32044107224503; plates lviii–lxii{{cite journal}}:  Википедия:Обслуживание CS1 (postscript) (ссылка)